# En bädd av rosor

En bädd av rosor (Bed of Roses) är en amerikansk romantisk dramafilm från 1996 i regi och med manus av Michael Goldenberg och med Christian Slater och Mary Stuart Masterson i de bärande rollerna.

## Handling
Lisa Walker (Mary Stuart Masterson) är en företagsledare som till största delen lever i ensamhet, men hon tycker inte alltid att det är så roligt. Hon övergavs av sina biologiska föräldrar och tillbringade sedan större delen av sin barndom och uppväxt hos Stanley (S.A. Griffin), en fosterfar som uppenbarligen aldrig älskade Lisa (underförstått att han förgrep sig på henne efter att hennes adoptivmor dog). En dag, ensam i sin lägenhet, dör hennes sällskapsfisk och hon börjar gråta. Nästa dag på arbetet får Lisa oväntat blommor från en hemlig beundrare. Förbryllad, pressar Lisa leveransmannen på information om vem som kan ha skickat henne blommorna, och han bekänner att han själv skickade dem. Han såg Lisa gråta i sitt fönster och hoppades rosorna skulle muntra upp henne. Lewis (Christian Slater) driver nämligen en blomsteraffär och tar ofta långa promenader genom området för att skingra tankar och minnen av sin avlidna fru och sitt barn. Lisa och Lewis tar snart promenader tillsammans och börjar dejta varandra. Båda två är emellertid sköra personer, som känner att det finns en del känslomässiga problem att lösa innan deras historia kan få ett lyckligt slut.

## Rollista (i urval)
- Christian Slater – Lewis Farrell
- Mary Stuart Masterson – Lisa Walker
- Pamela Adlon – Kim
- Josh Brolin – Danny
- Brian Tarantina – Randy
- Debra Monk – Lewis mamma
- Mary Alice – Alice
- Kenneth Cranham – Simon
- Ally Walker – Wendy
- Anne Pitoniak – farmor Jean
- S.A. Griffin – Stanley